# Calypsobyen
Calypsobyen är ett övergivet kolgruvsamhälle på Calypsostranda, nordväst om Recherchefjorden i Bellsund på Spetsbergen i Svalbard. 
Calypsobyen byggdes upp 1918-19 och ägdes av Northern Exploration Company Ltd. Calypsobyen var detta företags största anläggning, medan en annan var marmorbrottet Ny-London vid Kongsfjorden. Idag ligger Calypsobyen i Sør-Spitsbergen nationalpark och området ägs av den norska staten.
Kolflötsen kommer ut i dagen i strandkanten, men kolförekomsterna var små och lagren tunna. Calypsobyen ligger dessutom mycket utsatt. Havet slår ofta rakt in på den nordvända rullstensstranden, och det finns litet eller ingenting som skyddar mot vind och sjö. Det var svårt att komma i land, och att få kolet utlastat var nästan omöjligt. Koläventyret blev därför kortvarigt, och driften lades ned redan 1920. Northern Exploration Company fortsatte med att prospektera asbest, som fanns innerst i Recherchefjorden vid Asbestodden.
Calypsobyen har fått sitt namn efter den brittiska örlogsfartyget HMS Calypso. Fartyget ingick i den brittiska flottans Training Squadron, som 1895 bedrev uppmätning av farvattnen i området. 
Den äldsta byggnaden, som ligger för sig själv, benämns "Camp Jacobsen", "Michelsenhuset" eller "Strandhuset" och uppfördes av fångstmannen Stenehjem från Vardø 1901 för Christian Michelsens mineralexpedition. Övriga byggnader uppfördes av Northern Exploration Company. På strandterrassen uppfördes bland annat en radiotelegrafibyggnad 1919, men radion kom aldrig i drift. Det byggdes också ett magasin 1920. Idag är Calypsobyen en av de största övergivna äldre anläggningarna för kolutvinning i Svalbard utanför dagens bosättningar. Anläggningen bestod av sammanlagt åtta hus av olika ålder och med olika funktion, varav sex bevarats. Inne i byggnaderna finns fortfarande några ursprungliga möbler. Dessutom finns rester av flera mindre båtar, räls, en ugn, en igenrasad gruvgång och en radiomast. 
År 1932 övertog den norska staten hela anläggningen, och den användes som huvudfångststation för den norske pälsdjursfångstens Fangstfelt 4 (Calypsofeltet) i mellankrigstiden. 
Polska forskare från Maria Curie-Skłodowska-universitetet i Lublin har disponerat byggnaderna varje sommar sedan 1986.